# Philadelphus microphyllus
Espèce
Classification phylogénétique
Synonymes
- Philadelphus occidentalis
- Philadelphus stramineus

Philadelphus  microphyllus est une espèce de plante à fleurs de la famille des Hydrangeaceae. Il est originaire du nord du Mexique et du quart sud-ouest des États-Unis remontant au nord jusqu'au Wyoming, où il pousse sur les contreforts des collines et des montagnes, dans des endroits souvent très rocailleux, parfois dans les fissures et les crevasses des rochers.

## Description
Philadelphe microphyllus est une plante très variable et a de nombreuses sous-espèces. En général, il se présente sous la forme d'un arbuste arrondi, à port étalé. Il atteint une hauteur maximale d'environ 2 mètres. Les jeunes branches sont recouvertes de poils raides, puis les branches ont une écorce rougeâtre, jaune ou gris qui tend à se déchiqueter. Les feuilles opposées, caduques, ovales ou lancéolées, font jusqu'à 2,5 centimètres de long, sont parfois poilues.
L'inflorescence est une fleur solitaire ou un cluster de deux ou trois. La fleur odorante a quatre ou cinq pétales blancs ou crème et de nombreuses étamines. Le fruit est une capsule contenant de nombreuses graines dures.

## Culture
Cet arbuste est utilisé comme plante ornementale pour sa bonne résistance à la sècheresse.

## Galerie

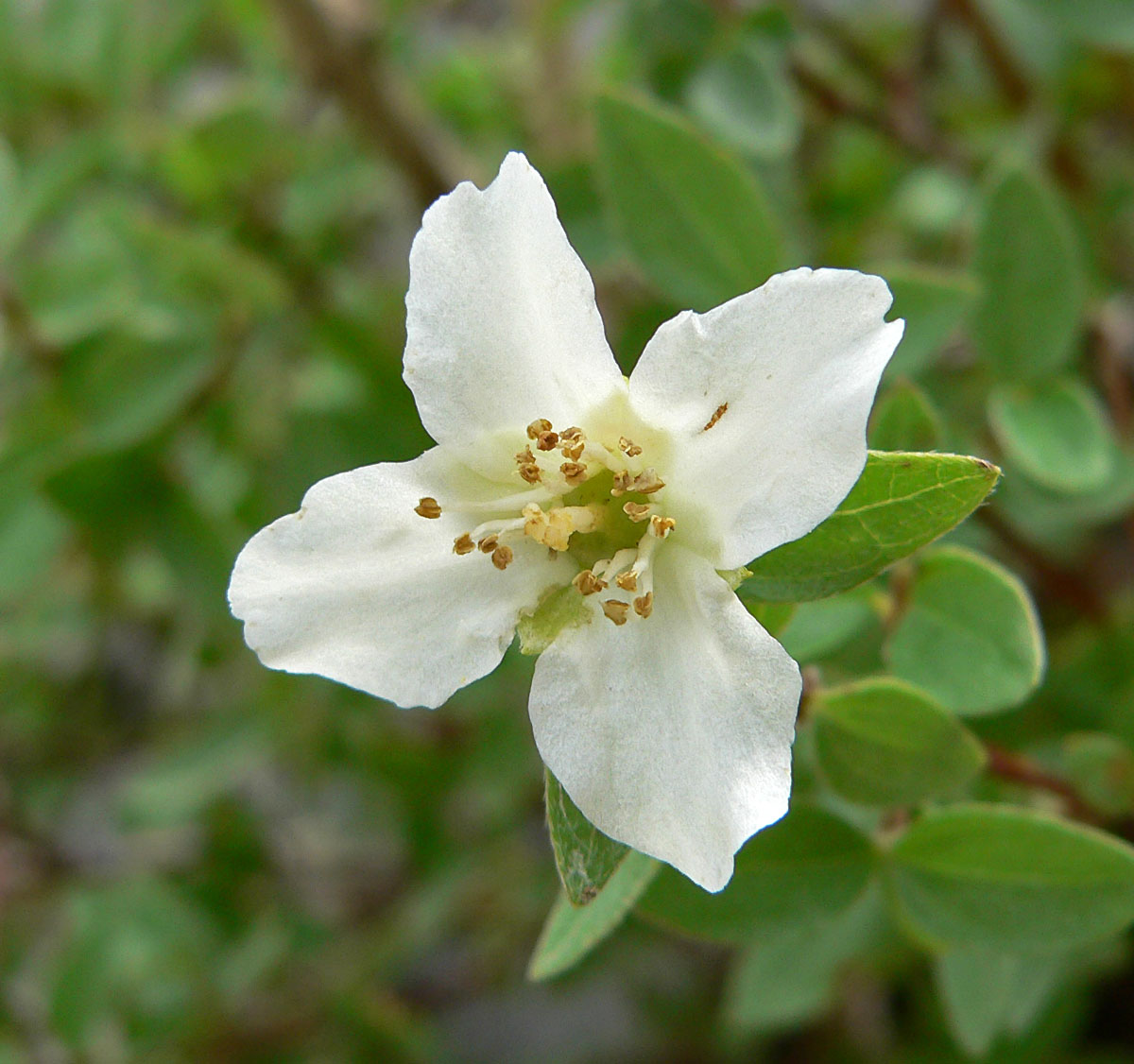
Fleur